# Eppleworth
Eppleworth – osada w Anglii, w hrabstwie East Riding of Yorkshire. Leży 10 km na zachód od miasta Hull i 253 km na północ od Londynu.